# 구니스 (비디오 게임)
《구니스》(Goonies)는 1986년에 코나미에서 제작한 비디오 게임으로 구니스란 영화를 모티브로 해서 만들었다. 게임의 진행은 악당으로부터 납치당한 7명의 아이를 각스테이지별로 구출하는 것이 목표며 총 5개의 스테이지가 존재하고 스테이지별로 있는 7명의 아이를 모두 구출하면 행복한 결말을 보게된다.

## 구니스(게임)의 내용과 줄거리
실제영화를 모체로 한 게임으로 어느날 평화로운 변두리마을에서 아이들이 집단 납치당하며 팔려나갈 위기에 처하고 주인공인 마이키가 악당들로부터 아이들을 구하기 위해 모험에 나선다. 악당들은 주인공인 마이키가 아이들을 구출하는걸 막기위해 갖가지의 훼방을 놓지만 마이키는 그 난관을 뚫고 무사히 아이들을 구출하며 마을에 행복이 찾아오게된다는 내용을 줄거리로 담고있다.

## 구니스(게임)의 스테이지
구니스의 스테이지는 총 5개가 있다.
- . GOONIES(구니스):가장 처음의 스테이지로 주택을 배경으로 하는 스테이지이다. 첫 스테이지인만큼 난이도가 낮아 쉬우나 다음스테이지로 넘어갈수록 게임을 긴장하며 해야한다.

- . MR SLOTH(엠알 슬로스):구니스의 2번째 스테이지로 이스테이지부터 난이도가 높아진다. 주택의 지하 단칸방을 배경으로 하고있다.

- . GOON DOCKS:(군 도크):구니스의 3번째 스테이지로 동굴을 배경으로 하고있다. 이스테이지부턴 난이도가 상당히 높으며 4스테이지와 함께 동굴을 배경으로 하고있고 주위에 적들을 정말 조심해야하는 스테이지이다.

- . DOUBLOON:(더블룬):구니스의 4번째 스테이지로 3번째 스테이지와 똑같이 동굴을 배경으로 한다. 마지막 스테이지를 목전으로 뒀기에 난이도도 아주 높으며 이때까지 동료들을 한명도 빠짐없이 착실히 모두 구출했다면 최종스테이지인 5스테이지로 가지만 그러지못하면 첫스테이지부터 다시 시작해야한다.

- . ONE EYED WILLY:(원 이얼즈 윌리):구니스의 5번째 스테이지로 제일 마지막인 스테이지이다. 마지막 스테이지인만큼 난이도가 상당히 높으며 해적선이 주배경이다. 해적선에선 온갖 보물이 많이 들어있는데 점수를 많이주니 챙겨주는 것이 좋다. 마지막에 7번째의 여자아이까지 구출하면 스테이지완료와 함께 행복한 결말을 보게된다.

## 구니스(게임)의 아이템
구니스에서 얻을수있는 아이템은 다음과 같다.

### 기본 아이템
- . 폭탄:구니스의 기본아이템 중 하나로 특정한 적을 물리칠때 얻을 수 있으며 잠긴문을 부수는데 사용한다.

- . 새총:원거리 공격이 가능하며 사용갯수엔 제한이 있으니 꼭 필요할때만 신중히 써야 한다.

- . 다이아몬드:보석으로 이것을 획득하면 체력을 일정정도 회복시키고 점수를 늘려준다. 이것을 32개 모으면 목숨수인 플레이어수를 늘려주는 노란 약병을 획득하는 것이 가능해진다.

- . 붉은 약병:주인공인 플레이어의 체력을 회복시킨다.

- . 노란약병:주인공인 플레이어의 목숨수인 플레이어수를 늘려준다. 다이아몬드를 32개 모아야 나오는 아이템이다.

- . 십자가:주인공을 일정시간동안 적의 공격에 타격을 받지 않는 무적상태로 만들어준다.

### 특수 아이템
- . 귀마개:경찰관모습의 갱의 노래공격에 공격을 받지 않는다.

- . 방열복:화염공격에 공격을 받지 않는다.

- . 방한복:증기,물방울,폭포로부터 공격을 받지 않는다.

- . 하이퍼 슈즈:특정 장소에서 점프력을 상승시킨다.

- . 헬멧:낙하하는 바위를 방어해준다.

- . 배낭:폭탄아이템을 2개까지 지침할 수 있게 해준다.

- . 갑옷:해골,경찰관(갱),박쥐의 공격으로부터 플레이어를 방어해준다.

## 구니스(게임)의 시설
구니스에는 총 3개의 플레이어가 이용할 수 있는 시설이 있다.
- . 해골문:아이들이 갖혀있는 곳으로 폭탄아이템을 이용해서 부술수있다. 아이들을 구출하거나 아이템들을 얻을수있다.

- . 사다리:구니스의 플레이어가 위아래로 이동할 수 있게 도와주는 시설이다.

- . 넝쿨:사다리와 동일한 역할을 한다.

## 구니스(게임)의 적들
구니스에 나오는 적들은 다음과 같다.
- . 쥐:각 스테이지마다 나오는 기본적인 적이다.

- . 박쥐:동굴스테이지에 자주 나오는 적이다.

- . 여우:여우모양의 적이다.

- . 문어:문어모양의 적으로 스테이지들중 물이 있는 스테이지에서 나온다.

- . 날치:날치라는 물고기모양의 적으로 문어와 똑같이 물이있는 스테이지에서 나온다.

- . 마피아(갱):경찰관복장의 옷을 입은 적으로 갱이라고도 불리며 이적은 총을 쏘기도 하고 노래공격을 하기도 한다.

## 구니스(게임)의 도표
구니스에 나오는 플레이어의 도표는 다음과 같다.
- . LIFE(라이프):주인공의 체력을 나타낸다. 적과 접촉하거나 적에게 공격당하면 깎이며 다 깎이면 주인공이 죽으며 그로 인해 목숨수인 플레이어수가 하나씩 감소한다.

- . TIMER(타이머):해당 스테이지를 완료하는데 플레이어에게 정확히 주어진 시간을 나타낸다. 이시간안에 플레이어의 목표를 완수해야하며 시간이 초과되면 주인공의 체력에 상관없이 죽게 되며, 그로 인해 목숨수인 플레이어수가 하나씩 감소한다.

- . 1UP(일업):주인공의 얼굴모습을 하고있으며 주인공의 목숨수인 플레이어수를 나타낸다. 기본적으로 3개(잔0 포함)의 수를 가지고있으며 이것이 전부 소진되면 게임이 종료된다. 노란 약병을 통해 늘리는 것이 가능하다.

- . SCORE(스코어):플레이어가 그동안 적립한 점수를 일컫는다. 보물을 얻거나 적등을 퇴치하고 아이템을 획득하거나 동료를 구하면 점수를 올릴수있다.

## 게임에 대한 총평
지금도 멋진 대작이며 구니스란 영화를 모체로 한 게임인만큼 상당히 재밌는 게임이다. 당대의 어린이들에게도 인기가 많았던 게임중에 하나이다. 또한 이후에 구니스2가 만들어지도 했었고 지금은 추억의 고전오락이지만 정말 명작인 오락이다.